# Unterrohrbach (Gemeinde Rohrbach an der Gölsen)
Unterrohrbach ist ein Dorf und eine Katastralgemeinde der Gemeinde Rohrbach an der Gölsen im Bezirk Lilienfeld in Niederösterreich.

## Geschichte
Laut Adressbuch von Österreich waren im Jahr 1938 in Unterrohrbach ein Arzt, ein Bäcker, ein Fleischer, ein Friseur, drei Gastwirte, zwei Gemischtwarenhändler, ein Glaser, ein Kino (betrieben vom Konsumverein), ein Konsumverein (Solidarität), ein Sägewerk, zwei Schlosser, ein Schneider und drei Schneiderinnen, drei Schuster, ein Stellenvermittlungsbüro, ein Tischler und eine Viktualienhändlerin ansässig. Weiters gab es eine Eisengießerei und die Schlosserwarenfabrik der Gebrüder Grundmann.

## Siedlungsentwicklung
Zum Jahreswechsel 1979/1980 befanden sich in der Katastralgemeinde Unterrohrbach insgesamt 106 Bauflächen mit 38.551 m² und 103 Gärten auf 61.409 m², 1989/1990 gab es 161 Bauflächen. 1999/2000 war die Zahl der Bauflächen auf 541 angewachsen und 2009/2010 bestanden 261 Gebäude auf 555 Bauflächen.

## Bodennutzung
Die Katastralgemeinde ist landwirtschaftlich geprägt. 86 Hektar wurden zum Jahreswechsel 1979/1980 landwirtschaftlich genutzt und 2 Hektar waren forstwirtschaftlich geführte Waldflächen. 1999/2000 wurde auf 71 Hektar Landwirtschaft betrieben und 4 Hektar waren als forstwirtschaftlich genutzte Flächen ausgewiesen. Ende 2018 waren 65 Hektar als landwirtschaftliche Flächen genutzt und Forstwirtschaft wurde auf 3 Hektar betrieben. Die durchschnittliche Bodenklimazahl von Unterrohrbach beträgt 33,1 (Stand 2010).

## Kultur und Sehenswürdigkeiten
- Katholische Pfarrkirche Rohrbach an der Gölsen hl. Bartholomäus